# Reason (revista)
Reason es una revista mensual libertaria publicada por la Fundación Reason. La revista tiene una circulación de aproximadamente 40.000 copias y fue nombrada como una de las mejores 50 revistas en el 2003 y 2004 por el Chicago Tribune.

## Historia
Reason fue creada en 1968 por Lanny Friedlander como una publicación mimeográfica de publicación más o menos mensual. En 1970 fue comprada por Robert W. Poole, Manuel S. Klausner y Tibor R. Machan, quienes establecieron un programa de publicación un poco más regular. Como la revista mensual de "las mentes y los mercados libres", cubría política, cultura e ideas con una mezcla de noticias, análisis, comentarios y reseñas.
Matt Welch es el redactor jefe desde 2008. Otros escritores de Reason incluyen a Jacob Sullum, Jesse Walker, Brian Doherty, Ronald Baily, Tim Cavanaugh, Katherine Mangu-Ward, Peter Suderman, Damon Root, Mike Riggs, Lucy Seigerwald, Greg Beato, Cathy Young, Jonathan Rauch, y el caricaturista Peter Bagge. Entre los ex editores de la revista figuran Nick Gillespie, Marty Zupan y Virginia Postrel.
Erik Spiekermann, el diseñador de la fuente Meta typeface, lideró el rediseño de Reason en 2001, con la idea de ofrecer una imagen «más limpia, más moderna, haciendo uso de la fuente Meta en forma extensiva».
En junio de 2004, los suscriptores de la revista recibieron una edición personalizada que tenía su nombre, y una foto satelital de su casa o trabajo en la portada. Este concepto se utilizó, según el redactor jefe Nick Gillespie, para demostrar el poder de las bases de datos públicas, además de las capacidades de impresión personalizada de la impresora Xeikon. La movida fue vista por David Carr del New York Times como "lo máximo en publicación personalizada", además de "una sorprendente demostración de las formas en las que se pueden utilizar las bases de datos."
En 2008, el sitio web de Reason, reason.com, recibió una mención honorífica en la categoría de revistas en los Premios Webby.
En 2011, Nick Gillespie publicó el libro The Declaration of Independents: How Libertarian Politics Can Fix What's Wrong with America junto con el redactor jefe de la revista Matt Welch.

## Hit and Run
Hit and Run es el blog del grupo Reason. El equipo de la revista lo administra y actualiza desde su creación en 2002. Nick Gillespie, el editor en ese entonces, y el en ese entonces editor web, Tim Cavanaugh, ambos veteranos de Suck.com, crearon el blog siguiendo varios parámetros de ese sitio: trajeron junto con ellos a varios otros escritores de Suck.com como contribuyentes, adoptaron un estilo sarcástico similar al de ese sitio, e incluso el nombre "Hit and Run" fue tomado de lo que había sido una columna de recolección de noticias en Suck.com. Los editores de Reason se refirieron a estas adopciones de estilo a la Suck-ificación de Reason.
En 2005, Hit and Run fue nombrado como uno de los mejores blogs políticos por la Revista Playboy.

## Reason.tv
Reason.tv es un sitio web afiliado a la revista Reason que produce documentales cortos y videos editoriales. Nick Gillespie es su redactor jefe. El sitio produjo una serie de videos llamados The Drew Carey Project, presentados por el comediante Drew Carey.  Reason.tv se unió con Carey nuevamente en 2009 para producir "Reason salva a Cleveland", en el cual Carey sugirió soluciones libertarias a los problemas de su ciudad natal.

## Crítica
El periodista español Borja Bauzá calificó a la revista de «la biblia de los libertarios».